# Kirche Hl. Großmärtyrer Prokopios (Dvorovi)
Die Kirche Hl. Großmärtyrer Prokopios (serbisch: Црква Светог великомученика Прокопија, Crkva Svetog velikomučenika Prokopija) im zur Opština Bijeljina gehörenden Dorf Dvorovi ist eine serbisch-orthodoxe Kirche im nordöstlichen Bosnien und Herzegowina.
Das von 1992 bis 1996 erbaute Kirchengebäude ist dem Hl. Großmärtyrer Prokopios geweiht. Sie ist die Pfarrkirche der Pfarreien Dvorovi I und II im Dekanat Bijeljina der Eparchie Zvornik-Tuzla der Serbisch-Orthodoxen Kirche.

## Lage
Die Kirche Hl. Großmärtyrer Prokopios steht im Dorfzentrum von Dvorovi, das um die 5.180 Einwohner zählt und in den letzten Jahrzehnten ein bekannter Kurort geworden ist. Das Gotteshaus steht an der Kreuzung der Straßen Karađorđeva Ulica und Ulica Kneza Miloša.
Dvorovi liegt in flacher Ebene der Semberija, etwa 6,5 km nordöstlich der Gemeindehauptstadt Bijeljina, nicht weit von der Grenze Bosniens und Herzegowinas zum östlichen Nachbarland Serbien entfernt. Durch das Dorf fließt der Fluss Bistrik. Die Gemeinde Bijeljina liegt in der Republika Srpska.
Unweit der Kirche im umzäunten Kirchhof steht das 180 m² große Pfarrhaus der Pfarrei, das 1998 erbaut wurde, und das Haus des Hl. Sava von Serbien (Svetosavski dom).
Unweit hinter der Kirche befindet sich der serbisch-orthodoxe Friedhof von Dvorovi. Die ältesten Grabmäler stammen aus dem 18. Jahrhundert. Auf der Westfassade der Kirche befinden sich zwei Marmorplatten, auf denen die Namen der Stifter der Kirche geschrieben stehen.
Die Slava des Dorfes ist Christi Himmelfahrt.

## Geschichte
Mit dem Bau der Kirche wurde 1992, kurz vor dem Ausbruch des Bosnienkriegs, begonnen. Am 3. Mai 1992 wurden die Kirchenfundamente vom damaligen Bischof der Eparchie Zvornik-Tuzla, Vasilije, geweiht. Die Patin der Kirchenfundamente war Slađana Rafailović.
Die Kirche ist nach dem Vorbild einer serbisch-orthodoxen Kirche in der serbischen Großstadt Kragujevac projektiert und erbaut worden.
Die Bauarbeiten wurden 1996 beendet. Am 29. September 1996 weihte Bischof Vasilije die Kirche feierlich ein. Die Paten der Kirche waren Dragoljub und seine Ehefrau Slobodanka Savić.
Die Kirche wurde von 2002 bis 2003 vom bekannten Belgrader Maler Petar Bilić mit byzantinischen Fresken bemalt. Die erste Ikonostase aus Eichenholz wurde vom Ikonostasenbaumeister Brano Majstorović aus Dvorovi geschnitzt. Die Ikonen wurden vom Ikonenmaler Gojko Ristović aus Belgrad gemalt.
Im Jahre 2013 bekam die Kirche eine neue Ikonostase aus Lindenholz, die von Aleksandar Ninković aus Modriča hergestellt wurde. Die Ikonen der neuen Ikonostase wurden von Miodrag Životić aus Belgrad gemalt.

## Architektur
Die einschiffige Kreuzkuppelkirche wurde im serbisch-byzantinischen Stil erbaut, mit einer Altar-Apsis im Osten, einer zentralen Rundkuppel, die sich über dem Tambour in der Mitte des Kirchenschiffs bei der Kreuzung der Seitenarme der Kirche erhebt, und einem Kirchturm mit einer Kirchglocke und mitsamt Eingangsportal im Westen. Die Kirche ist aus Kleinziegeln erbaut worden und die Fassade besteht aus weißen Kleinziegeln.
Die Grundform der Kirche ist ein Griechisches Kreuz.
Die Kirche besitzt an der West-, Nord- und Südfassade Eingänge, wobei der Westeingang den wichtigsten darstellt. Über dem Eingang befindet sich eine große Patronatsikone, die den Hl. Großmärtyrer Prokopios darstellt. An der Westfassade der Kirche sind die Namen der Ktitoren auf zwei Marmortafeln geschrieben.

## Die Kirchengemeinde Dvorovi
Die ältesten Gemeindebücher stammen aus dem Jahre 1897. Nach dem Zweiten Weltkrieg wurden die Bücher von den Behörden des damaligen sozialistischen Jugoslawien aus der Kirchgemeinde entwendet. Die Kirchgemeinde bekam die Bücher 2005 zurück. Die Kirchengemeinde mit den zwei Pfarreien besteht aus dem Dorf Dvorovi mit den Weilern Hanaište, Ljeskovača und Gajevi.
Seit 2011 besteht der Kirchenchor Heiliger König Vladislav unter Leitung des Dirigenten Ognjen Vujičić, der geistlich-orthodoxe Musik vorträgt. Auch verfügt die Kirchgemeinde über ein Orchester, das die traditionelle serbische Volksmusik zu erhalten pflegt.
Zur Kirchgemeinde gehört auch der Schachclub Velika Rokada mit circa 30 Mitgliedern. Die Mitglieder des Club haben über 120 Medaillen in Schachwettbewerben in Bosnien und Herzegowina und Serbien gewonnen.

## Jugendgemeinschaft zum Hl. Sava von Serbien zu Dvorovi
Zur Kirchengemeinde gehört auch die Jugendgemeinschaft des Hl. Sava von Serbien; diese Organisation von jungen Leuten gibt es in vielen serbisch-orthodoxen Kirchgemeinden. Sie organisieren geistliche Konzerte und Veranstaltungen, helfen den ärmeren Leuten und tragen zum sehr lebendigem Gemeindeswesen einer serbisch-orthodoxen Kirchgemeinde bei.
Benannt wurden diese Jugendgemeinschaften nach dem serbischen Nationalheiligen, dem ersten Erzbischof und dem Erleuchter des serbischen Volkes, dem Hl. Sava von Serbien. Die Jugendgemeinschaft zum Hl. Sava von Serbien zu Dvorovi wurde 2009 gegründet und arbeitet in enger Zusammenarbeit mit der Jugendgemeinschaft zum Hl. Sava von Serbien zu Dazdarevo und hat auch bei der Errichtung eines Hauses für die Familie Morača mitgeholfen.

## Priester der Kirchgemeinde
Erster Priester der Kirche war der Erzpriester Milan Ivanović. Milan Ivanović war von 2004 bis 2007 auch Priester der damaligen Filialkirche der Pfarrei Dvorovi und heutigen Pfarreikirche der Pfarrei Dazdarevo-Triješnica der Kirche der Versammlung aller serbischen Heiligen im Nachbardorf Dazdarevo.
Derzeit (2025) gehören zwei Pfarreien zur Kirche. Priester der ersten Pfarrei ist der Erzpriester Nenad Đurić und Priester der zweiten Pfarrei ist der Erzpriester Jovan Ivanović. Der Diakon der Kirche ist Erzdiakon Lazar Ilić.